# Ahnentafel

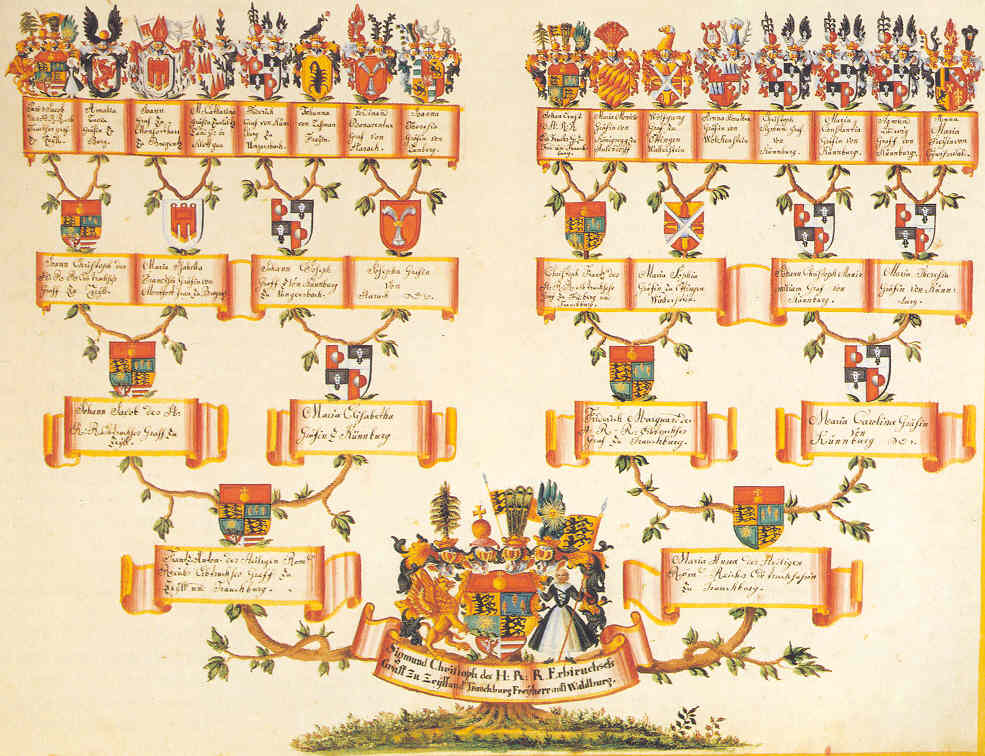
Ejemplo de Ahnentafel de Sigmund Christoph von Waldburg-Zeil-Trauchburg.

El sistema Ahnentafel, también conocido como sistema Sosa-Stradonitz, fue creado por Jerónimo de Sosa en 1676 como un método de numeración de los ancestros en una genealogía ascendente. Él reanuda así el método de otro autor, Michel Eyzinger, quien ya había utilizado un sistema de numeración similar en 1590.
Ese método fue revisado en 1898 por Stephan Kekulé von Stradonitz (1863-1933), hijo del químico August Kekulé, quien lo popularizó en su libro Ahnentafel-Atlas. Ahnentafeln zu 32 Ahnen der Regenten Europas und ihrer Gemahlinnen (Berlín: J. A. Stargardt, 1898-1904), que contenía 79 tablas de ascendencia de soberanos europeos y sus cónyuges.
El sistema da el número 1 al individuo cuya genealogía se expone (el sujeto de la tabla), luego el número 2 a su padre y el número 3 a su madre. A cada hombre se le asigna un número doble del que lleva su hijo o hija (2n) y a cada mujer se le da un número doble del de su hijo o hija, más uno (2n + 1).
| Sujeto (grado cero)       | Padres 1.er grado         | Abuelos 2.º grado              | Bisabuelos 3.er grado     | Tatarabuelos 4.º grado     | Trastatarabuelos 5.º grado |
| ------------------------- | ------------------------- | ------------------------------ | ------------------------- | -------------------------- | -------------------------- |
| efectivo de grado: 1 = 20 | efectivo de grado: 2 = 21 | efectivo de grado: 4 = 22      | efectivo de grado: 8 = 23 | efectivo de grado: 16 = 24 | efectivo de grado: 32 = 25 |
| 1: sujeto                 | 2: padre de 1             | 4: abuelo paterno (padre de 2) | 8: padre de 4             | 16: padre de 8             | 32: padre de 16            |
| 1: sujeto                 | 2: padre de 1             | 4: abuelo paterno (padre de 2) | 8: padre de 4             | 16: padre de 8             | 33: madre de 16            |
| 1: sujeto                 | 2: padre de 1             | 4: abuelo paterno (padre de 2) | 8: padre de 4             | 17: madre de 8             | 34: padre de 17            |
| 1: sujeto                 | 2: padre de 1             | 4: abuelo paterno (padre de 2) | 8: padre de 4             | 17: madre de 8             | 35: madre de 17            |
| 1: sujeto                 | 2: padre de 1             | 4: abuelo paterno (padre de 2) | 9: madre de 4             | 18: padre de 9             | 36: padre de 18            |
| 1: sujeto                 | 2: padre de 1             | 4: abuelo paterno (padre de 2) | 9: madre de 4             | 18: padre de 9             | 37: madre de 18            |
| 1: sujeto                 | 2: padre de 1             | 4: abuelo paterno (padre de 2) | 9: madre de 4             | 19: madre de 9             | 38: padre de 19            |
| 1: sujeto                 | 2: padre de 1             | 4: abuelo paterno (padre de 2) | 9: madre de 4             | 19: madre de 9             | 39: madre de 19            |
| 1: sujeto                 | 2: padre de 1             | 5: abuela paterna (madre de 2) | 10: padre de 5            | 20: padre de 10            | 40: padre de 20            |
| 1: sujeto                 | 2: padre de 1             | 5: abuela paterna (madre de 2) | 10: padre de 5            | 20: padre de 10            | 41: madre de 20            |
| 1: sujeto                 | 2: padre de 1             | 5: abuela paterna (madre de 2) | 10: padre de 5            | 21: madre de 10            | 42: padre de 21            |
| 1: sujeto                 | 2: padre de 1             | 5: abuela paterna (madre de 2) | 10: padre de 5            | 21: madre de 10            | 43: madre de 21            |
| 1: sujeto                 | 2: padre de 1             | 5: abuela paterna (madre de 2) | 11: madre de 5            | 22: padre de 11            | 44: padre de 22            |
| 1: sujeto                 | 2: padre de 1             | 5: abuela paterna (madre de 2) | 11: madre de 5            | 22: padre de 11            | 45: madre de 22            |
| 1: sujeto                 | 2: padre de 1             | 5: abuela paterna (madre de 2) | 11: madre de 5            | 23: madre de 11            | 46: padre de 23            |
| 1: sujeto                 | 2: padre de 1             | 5: abuela paterna (madre de 2) | 11: madre de 5            | 23: madre de 11            | 47: madre de 23            |
| 1: sujeto                 | 3: madre de 1             | 6: abuelo materno (padre de 3) | 12: padre de 6            | 24: padre de 12            | 48: padre de 24            |
| 1: sujeto                 | 3: madre de 1             | 6: abuelo materno (padre de 3) | 12: padre de 6            | 24: padre de 12            | 49: madre de 24            |
| 1: sujeto                 | 3: madre de 1             | 6: abuelo materno (padre de 3) | 12: padre de 6            | 25: madre de 12            | 50: padre de 25            |
| 1: sujeto                 | 3: madre de 1             | 6: abuelo materno (padre de 3) | 12: padre de 6            | 25: madre de 12            | 51: madre de 25            |
| 1: sujeto                 | 3: madre de 1             | 6: abuelo materno (padre de 3) | 13: madre de 6            | 26: padre de 13            | 52: padre de 26            |
| 1: sujeto                 | 3: madre de 1             | 6: abuelo materno (padre de 3) | 13: madre de 6            | 26: padre de 13            | 53: madre de 26            |
| 1: sujeto                 | 3: madre de 1             | 6: abuelo materno (padre de 3) | 13: madre de 6            | 27: madre de 13            | 54: padre de 27            |
| 1: sujeto                 | 3: madre de 1             | 6: abuelo materno (padre de 3) | 13: madre de 6            | 27: madre de 13            | 55: madre de 27            |
| 1: sujeto                 | 3: madre de 1             | 7: abuela materna (madre de 3) | 14: padre de 7            | 28: padre de 14            | 56: padre de 28            |
| 1: sujeto                 | 3: madre de 1             | 7: abuela materna (madre de 3) | 14: padre de 7            | 28: padre de 14            | 57: madre de 28            |
| 1: sujeto                 | 3: madre de 1             | 7: abuela materna (madre de 3) | 14: padre de 7            | 29: madre de 14            | 58: padre de 29            |
| 1: sujeto                 | 3: madre de 1             | 7: abuela materna (madre de 3) | 14: padre de 7            | 29: madre de 14            | 59: madre de 29            |
| 1: sujeto                 | 3: madre de 1             | 7: abuela materna (madre de 3) | 15: madre de 7            | 30: padre de 15            | 60: padre de 30            |
| 1: sujeto                 | 3: madre de 1             | 7: abuela materna (madre de 3) | 15: madre de 7            | 30: padre de 15            | 61: madre de 30            |
| 1: sujeto                 | 3: madre de 1             | 7: abuela materna (madre de 3) | 15: madre de 7            | 31: madre de 15            | 62: padre de 31            |
| 1: sujeto                 | 3: madre de 1             | 7: abuela materna (madre de 3) | 15: madre de 7            | 31: madre de 15            | 63: madre de 31            |

## Software Ahnentafel
Algunos programas genealógicos pueden crear automáticamente un Ahnentafel. Ahnenblatt es un ejemplo de los programas libres en múltiples idiomas.